# Zwarte halsbandwants
De zwarte halsbandwants (Deraeocoris scutellaris) is een wants uit de familie van de blindwantsen (Miridae). De soort werd het eerst wetenschappelijk beschreven door Johann Christian Fabricius in 1794.

## Uiterlijk
De redelijk ovaal gevormde, meestal geheel zwarte blindwants is macropteer en kan 5 tot 6,5 mm lang worden. Net als bij de andere wantsen uit dit genus bevindt zich tussen halsschild (pronotum) en kop een duidelijke ring. De antennes zijn zwart, net als de kop en het halsschild. Het scutellum is ook meestal zwart maar kan ook opvallend rood gekleurd zijn. Ook de pootjes zijn meestal zwart, hoewel die ook donkerrood of roodbruin van kleur kunnen zijn. De schenen hebben soms twee witte ringen.

## Leefwijze
De soort kent een enkele generatie per jaar en overwintert als eitje. De volwassen wantsen kunnen van juni tot in september gevonden worden in heidegebieden op struikheide (Calluna) en dopheide (Erica) en in ruderale gebieden vaak op wilgenroosje (Chamerion angustifolium).

## Leefgebied
In Nederland komt de soort voor op zandgronden en is zeldzaam. Verder komt de soort voor in het Palearctisch gebied, van Europa tot Azië.